# جوزيه ك. ليلي جونيور
جوزيه ك. ليلي جونيور (بالإنجليزية: Josiah K. Lilly, Jr.)‏ هو شخصية أعمال أمريكي، ولد في 25 سبتمبر 1893 في إنديانابوليس في الولايات المتحدة، وتوفي بنفس المكان في 4 مايو 1966.